# Аль-Масрі
Спортивний клуб «Аль-Масрі» (араб. النادي المصري; англ. Al-Masry) — один із найпопулярніших єгипетських футбольних клубів, що базується в Порт-Саїді, головному центрі мухафази Порт-Саїд. Володар Кубка Єгипту з футболу в сезоні 1997-1998 років.
Аль-Масрі заснований у березні 1920 року.

## Коротка турнірна історія
Футбольна команда «Аль-Масрі» представляє в єгипетській Прем'єр-лізі з пів-мільйонне місто Порт-Саїд. Команда мала свою «Золоту еру» в період з 1932 до 1948 року, і вигравала низку єгипетських титулів, найбільшими тоді досягненнями вважалися перемоги в Кубку єгипетському (тодішня назва Султан Хусейн Кубок) в 1933, 1934 і 1937 роках та ще були менш успішні фінальні матчі в цьому ж Кубку - 1927 і 1930, 1945 і 1947 років. Потім була значна перерва в спортивних досягненнях «Аль-Масрі», яка супроводжувалася злетами й падіннями в підсумковій таблиці чемпіонатів країни з футболу. Лише з кінця 20 століття почалася нова футбольна ера цієї команди й, як наслідок, здобуття в 1998 році Кубка Єгипту та послідуючі виступи в загальноафриканських футбольних форумах.
«Аль-Масрі» є чи не єдиний єгипетський клуб що став на професійні рейки ще в 1983-1984 роках, і вони були серед перших клубів, щоб купили іноземних гравців ( це були іранці і були Порт Касим (Port Qasim) і Абд аль-Ріда Бзкрі (Abd al-Rida Brzkri)), а в тому ж сезоні команда дісталася до фіналу Кубка країни, але поступилася в матчі з «Аль-Ахлі» (1-3). Завдяки єгипетської футбольної легенди Хоссам Хассан (Hossam Hassan's), який став тренером команди, їм у другому півріччі сезону 2007-2008 років, вдалося уникнути вильоту з ліги і вже в наступному сезоні команда разом з Хасаном проявила себе і розвинула успіх минулих років. 

## Турнірні досягнення
- Єгипетська прем'єр-ліга - ????
- Кубок Єгипту -

1998 рік - володар
- Султан Хусейн Кубок

1933,1934,1937 роки - володар
- Кубок Конфедерації КАФ: 1 сезон

1999 рік - Півфінал
- Кубок КАФ: 1 сезон (аналог Кубка УЄФА)

2002 рік - півфінал
- Арабська Ліга Чемпіонів

2007 рік (1 раунд)